# Saint-Antoine-de-Breuilh
Saint-Antoine-de-Breuilh là một xã của Pháp, nằm ở tỉnh Dordogne trong vùng Nouvelle-Aquitaine của Pháp.

## Hành chính
| Danh sách các xã trưởng                |                  |                  |                 |          |
| Giai đoạn                              | Giai đoạn        | Tên              | Đảng            | Tư cách  |
| 1995                                   | tháng 3 năm 2008 | François Borde   | Xã hội          | -        |
| tháng 3 năm 2008                       | đương nhiệm      | Christian Gallot | không đảng phái | làm vườn |
| Tất cả các dữ liệu trước đây không rõ. |                  |                  |                 |          |

## Thông tin nhân khẩu
| Năm | 1962  | 1968  | 1975  | 1982  | 1990  | 1999  |
| --- | ----- | ----- | ----- | ----- | ----- | ----- |
| Dân số | 1 287 | 1 415 | 1 534 | 1 523 | 1 756 | 1 844 |
| From the year 1962 on: No double counting—residents of multiple communes (e.g. students and military personnel) are counted only once. |       |       |       |       |       |       |